# Procédure d'adhésion du Kosovo à l'Union européenne
Le Kosovo a déposé le 15 décembre 2022 sa demande de candidature d'adhésion à l'Union européenne. Cette candidature a été déposée un peu plus de neuf mois après les demandes de la Moldavie, de l'Ukraine et de la Géorgie.

## Historique

### Chronologie
| Date             | Évènement                                   |
| ---------------- | ------------------------------------------- |
| 15 décembre 2022 | Candidature à l'adhésion à l'Union déposée. |

Le 15 décembre 2022, le pays dépose sa candidature à l’adhésion auprès de l’UE. 
Les Kosovars sont exemptés de visas pour circuler dans l’espace Schengen depuis le 1er janvier 2024.